# Сан Матео (Калифорнија)
Сан Матео (енгл. San Mateo) град је у америчкој савезној држави Калифорнија. По попису становништва из 2010. у њему је живело 97.207 становника.

## Географија
Сан Матео се налази на надморској висини од 13 m. Према Бироу за попис становништва Сједињених Америчких Држава, заузима укупну површину од 41,137 km², од чега је копно 31,416 km², а вода 9,722 km².

### Клима
| Клима (Сан Матео)           | Клима (Сан Матео) | Клима (Сан Матео) | Клима (Сан Матео) | Клима (Сан Матео) | Клима (Сан Матео) | Клима (Сан Матео) | Клима (Сан Матео) | Клима (Сан Матео) | Клима (Сан Матео) | Клима (Сан Матео) | Клима (Сан Матео) | Клима (Сан Матео) | Клима (Сан Матео) |
| Показатељ \ Месец           | .Јан.             | .Феб.             | .Мар.             | .Апр.             | .Мај.             | .Јун.             | .Јул.             | .Авг.             | .Сеп.             | .Окт.             | .Нов.             | .Дец.             | .Год.             |
| --------------------------- | ----------------- | ----------------- | ----------------- | ----------------- | ----------------- | ----------------- | ----------------- | ----------------- | ----------------- | ----------------- | ----------------- | ----------------- | ----------------- |
| Апсолутни максимум, °C (°F) | 24 (75)           | 27 (81)           | 32 (90)           | 36 (97)           | 39 (102)          | 43 (109)          | 43 (109)          | 41 (106)          | 41 (106)          | 40 (104)          | 31 (88)           | 24 (75)           | 43 (109)          |
| [ тражи се извор ]          |                   |                   |                   |                   |                   |                   |                   |                   |                   |                   |                   |                   |                   |

## Демографија
Према попису становништва из 2010. у граду је живело 97.207 становника, што је 4.725 (5,1%) становника више него 2000. године.
| Група             | 2000.          | 2010.          |
| Белци             | 52.260 (56,5%) | 45.240 (46,5%) |
| Афроамериканци    | 2.397 (2,6%)   | 2.296 (2,4%)   |
| Азијати           | 13.961 (15,1%) | 18.384 (18,9%) |
| Хиспаноамериканци | 18.973 (20,5%) | 25.815 (26,6%) |
| Укупно            | 92.482         | 97.207         |